# Antoni Franch i Estalella
Antoni Franch i Estalella, (Igualada, 9 d'agost de 1778 - 18 de març de 1855) fou un propietari i fabricant tèxtil, cap del sometent igualadí durant la Guerra del Francès, convertit en militar i nomenat comandant i tinent coronel en acabar la guerra.

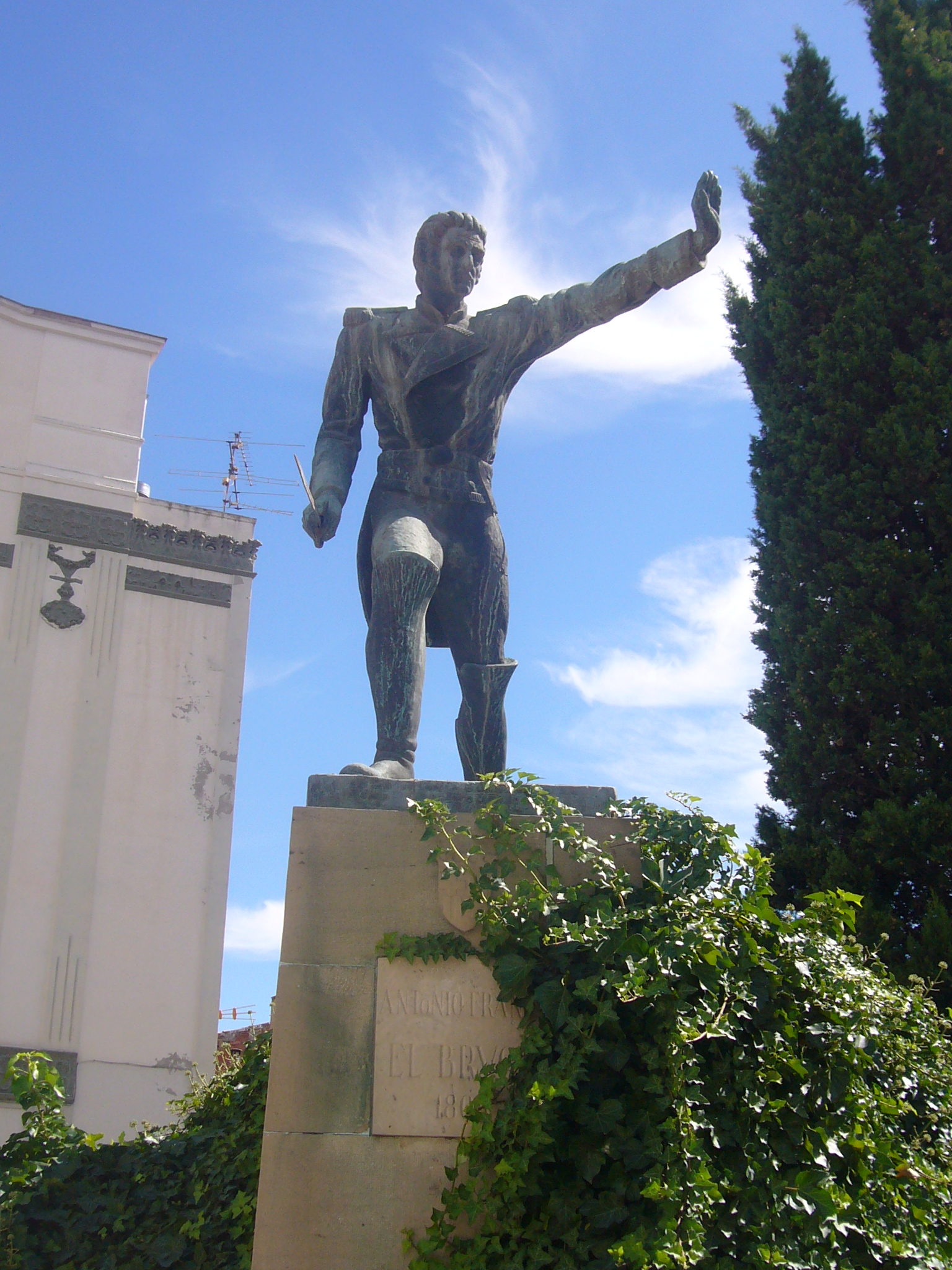
Estatua d'Antoni Franch a la plaça Castells d'Igualada

Antoni Franch era un terratinent que el 1808 fou dels primers igualadins a organitzar la resistència davant la invasió francesa. El 4 de juny de 1808 hi havia pressió popular que volia lluitar contra els francesos. Això forçà el Consistori igualadí que l'anomenà, juntament amb Josep d'Olzinelles, comissionat per anar a Vilafranca del Penedès a demanar armes. Aconseguí 97 escopetes. El 6 de juny de 1808 participà amb èxit a la primera batalla del Bruc com a comandant del sometent igualadí, unint forces amb el manresà Maurici Carrió i Serracanta, comandant del sometent manresà. Els dies següents participà en batalles a Molins de Rei, el dia 11, a l'Ordal, el dia 12, a la roca de Daroch, el dia 13, i de nou al Bruc, el dia 14 en la segona batalla del Bruc. També lluità a Òdena, Jorba i Sant Sadurní d'Anoia i es convertí en un personatge popular. El febrer de 1809 els seus adversaris entraren a Igualada i cremaren la seva casa, robaren el gra i tallaren la seva vinya i oliveres. Un mes després, prop de Manresa, atacà amb 500 homes l'exèrcit francès, li causà greus pèrdues i s'apoderà de 2 carros de municions. Pocs dies després, amb 1800 homes, va obligar el general Joseph Chabran a abandonar la seva posició, trencant així la línia del riu Llobregat. L'agost de 1809 es va dissoldre la Junta de Govern de la resistència i fou nomenat batlle d'Igualada. Posteriorment fou nomenat tinent coronel en acabar la guerra.
A Igualada hi ha un carrer amb el seu nom, una placa a la casa on va néixer i una estàtua que presideix la plaça Castells, on està representat com a guerrer que alça amb energia la mà esquerra per aturar els francesos i sosté l'espasa fermament amb la mà dreta. Un retrat seu forma part de la Galeria de Catalans Il·lustres de l'Ajuntament de Barcelona.